# Rio Bolaţi
O Rio Bolaţi é um rio da Romênia afluente do Rio Rebricea, localizado no distrito de Iaşi.